# Zhongshan-Brücke (Lanzhou)

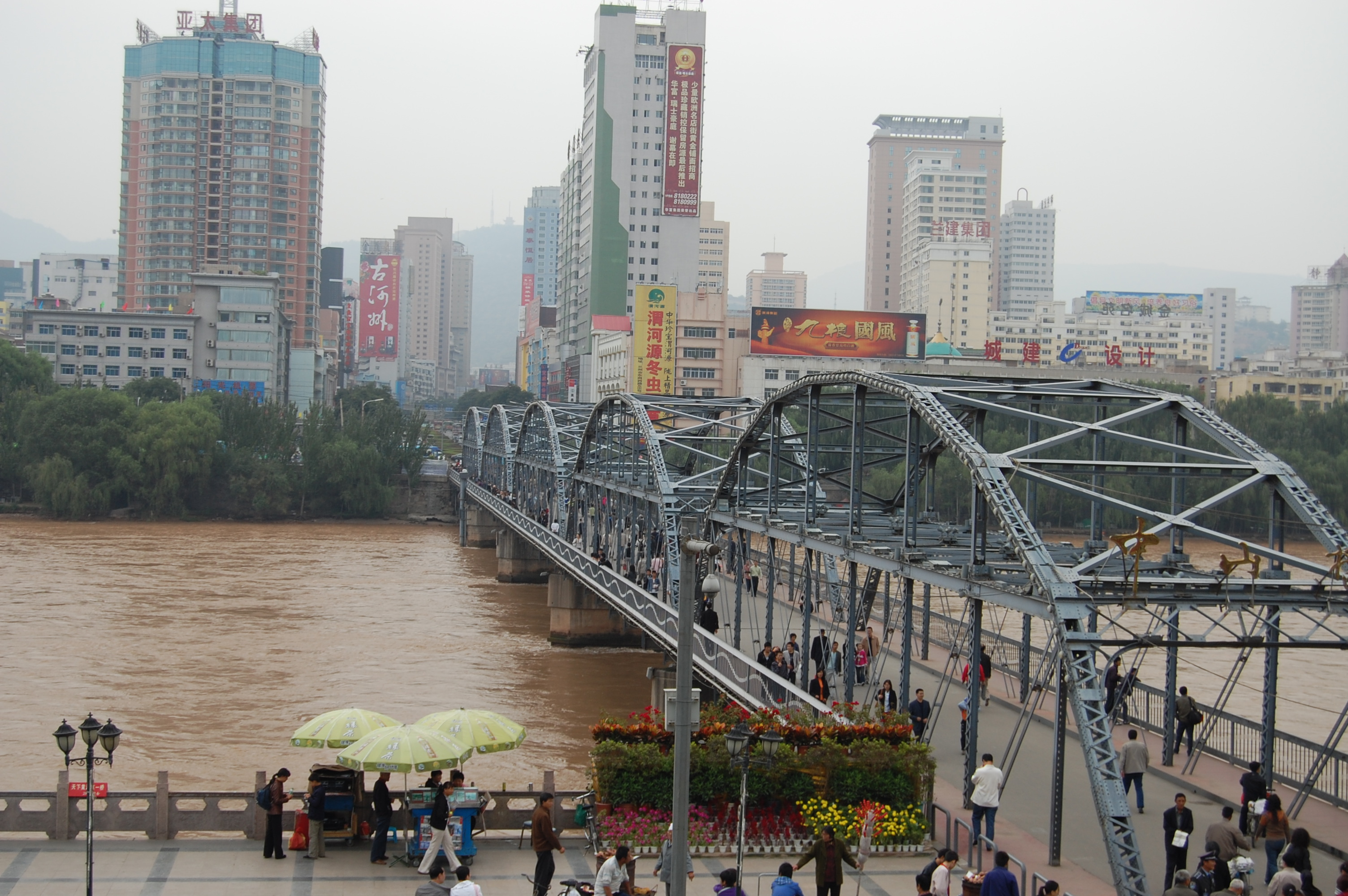
100 Jahre Zhongshan-Brücke (1909–2009)
(Die erste Brücke über den Gelben Fluss)

Die Zhongshan-Brücke (chinesisch 中山桥, Pinyin Zhōngshān qiáo bzw. 中山铁桥,  Zhōngshān tiě qiáo – „Zhongshan-Eisen-Brücke“) ist eine Fachwerkbrücke in Lanzhou, von den Chinesen auch „die erste Brücke über den Gelben Fluss unter dem Himmel“ genannt, gilt heute als Kulturdenkmal. Sie wurde benannt nach Sun Yat-sen unter Nutzung seines in China bekanntesten Beinamens "Zhongshan".

## Vorgeschichte
Jahrhundertelang war die Überquerung des Gelben Flusses in der Stadt Lanzhou, Handelszentrum an der Seidenstraße, einem der wichtigsten Handelswege Chinas, nur über eine Pontonbrücke möglich. Diese wurde bei Hochwasser oft beschädigt und musste in jedem Winter wegen Eisgangs abgebaut werden. Das bedeutete oft tage- oder sogar wochenlanges Warten an den Ufern des Flusses.
Im Rahmen der „Selbststärkungsbewegung“ oder „Verwestlichungsbewegung“, deren Ziel eine Modernisierung des Kaiserreichs China nach westlichem Vorbild war und vorwiegend von Beamten fern dem Kaiserhof seit der Mitte des 19. Jahrhunderts betrieben wurde, kam es zum Bau der ersten „Eisenbrücke über den Gelben Fluss“ bzw. der „ersten festen Brücke über den Gelben Fluss“, so die beiden am häufigsten verwendeten Namen.
Es war der Bürgermeister der Stadt Lanzhou, Peng Yingjia, der auch gleichzeitig der Vorsitzende des „Gansuer Büros für Landwirtschaft, Industrie, Handel und Bergbau“ (甘肃农工商矿总局 Gānsù nónggōngshāng kuàng zǒngjú) war, der den Plan vorantrieb, eine stabile eiserne Brücke über den Gelben Fluss zu bauen.
Mit Hilfe des Gouverneurs Sheng Yun, der für Shaanxi, Gansu und Xinjiang zuständig war, und dem die Kaiserinwitwe Cixi vertraute, gelang es, gegen die Intrigen und den Widerstand einzelner Beamter und konfuzianistischer Eiferer, Staatsgelder für den Bau der Brücke bewilligt zu bekommen.

## Realisierung

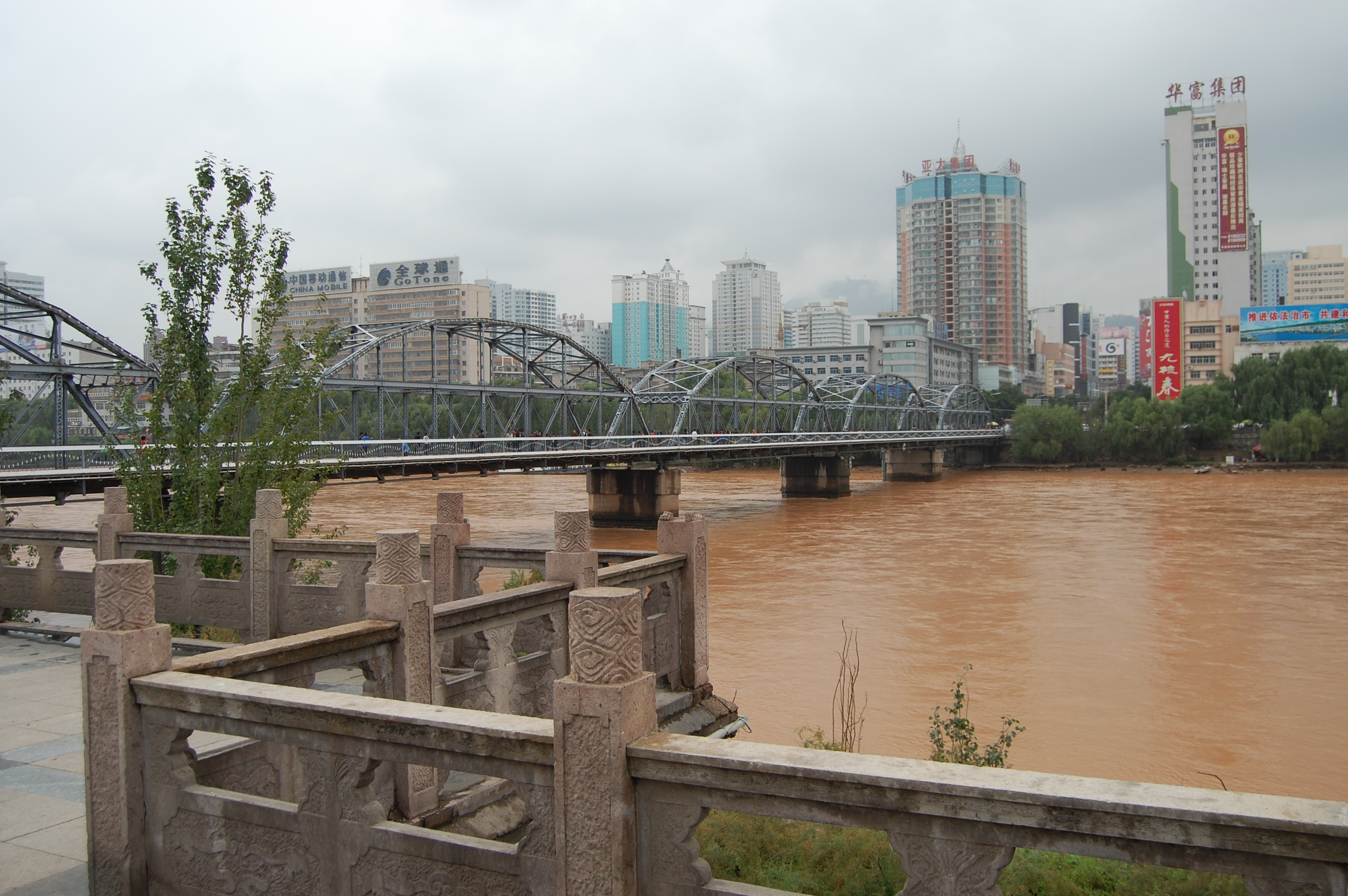
100 Jahre Zhongshan-Brücke (1909–2009)

Am 10. Oktober 1906 unterzeichneten die deutsche, zu diesem Zeitpunkt in  Tianjin ansässige Handelsfirma Telge & Schroeter [mit chinesischem Namen „Tailai Yanghang“] und Peng Yingjia einen Vertrag über die Lieferung der Brückenteile und anderer für den Bau notwendiger Materialien. Nach längerem Zögern wurde ein junger amerikanischer Ingenieur mit dem chinesischen Namen „Man Baoben“ engagiert, der die Leitung des Brückenbaus vor Ort übernahm und der dann sogar bis zum Ende seines Lebens in Lanzhou blieb, um die Wartung der Brücke zu gewährleisten. Im Juni 1907 kamen die ersten, in Deutschland vorgefertigten Teile im Hafen von Tianjin an und wurden anschließend 1700 km auf dem Landweg nach Lanzhou transportiert, davon nur 480 km mit der Bahn, der Rest mit Gespannen und Lasttieren. Es dauerte 19 Monate, bis das gesamte Material nach Lanzhou gebracht war. Die Bauarbeiten begannen im Frühjahr 1907 und dauerten bis zum Juli 1909.
„Die Brücke bestand aus fünf Kästen mit rechteckigem Querschnitt, die auf vier Pfeilern und dem jeweiligen Ufer auflagen. Die Kästen waren ein Ständerfachwerk mit parallelen Gurten, Querträgern und abschließenden Streben. Ein Kasten hatte 7 Fachwerke, deren Streben zur Mitte fallend angeordnet waren und im mittleren Fachwerk ein Kreuz bildeten. Nach US-amerikanischer Nomenklatur eine klassische „Pratt Truss Bridge“. Alle Eisenteile wurden durch Nieten zusammengehalten. Die Brückentafel bestand aus Holzbohlen. Die aus Steinen gemauerten Pfeiler und Uferbefestigungen stehen auf mit Stahl armierten Betonpfählen.“
Für die 233 m lange Brücke wurde laut Vertrag eine Lebensdauer von 80 Jahren garantiert. Die geplanten Kosten von 165 000 Tael Silber hatten sich bis zum Ende der Bauarbeiten auf fast das Doppelte – 306 600 Tael Silber – erhöht.

## Besondere Ereignisse

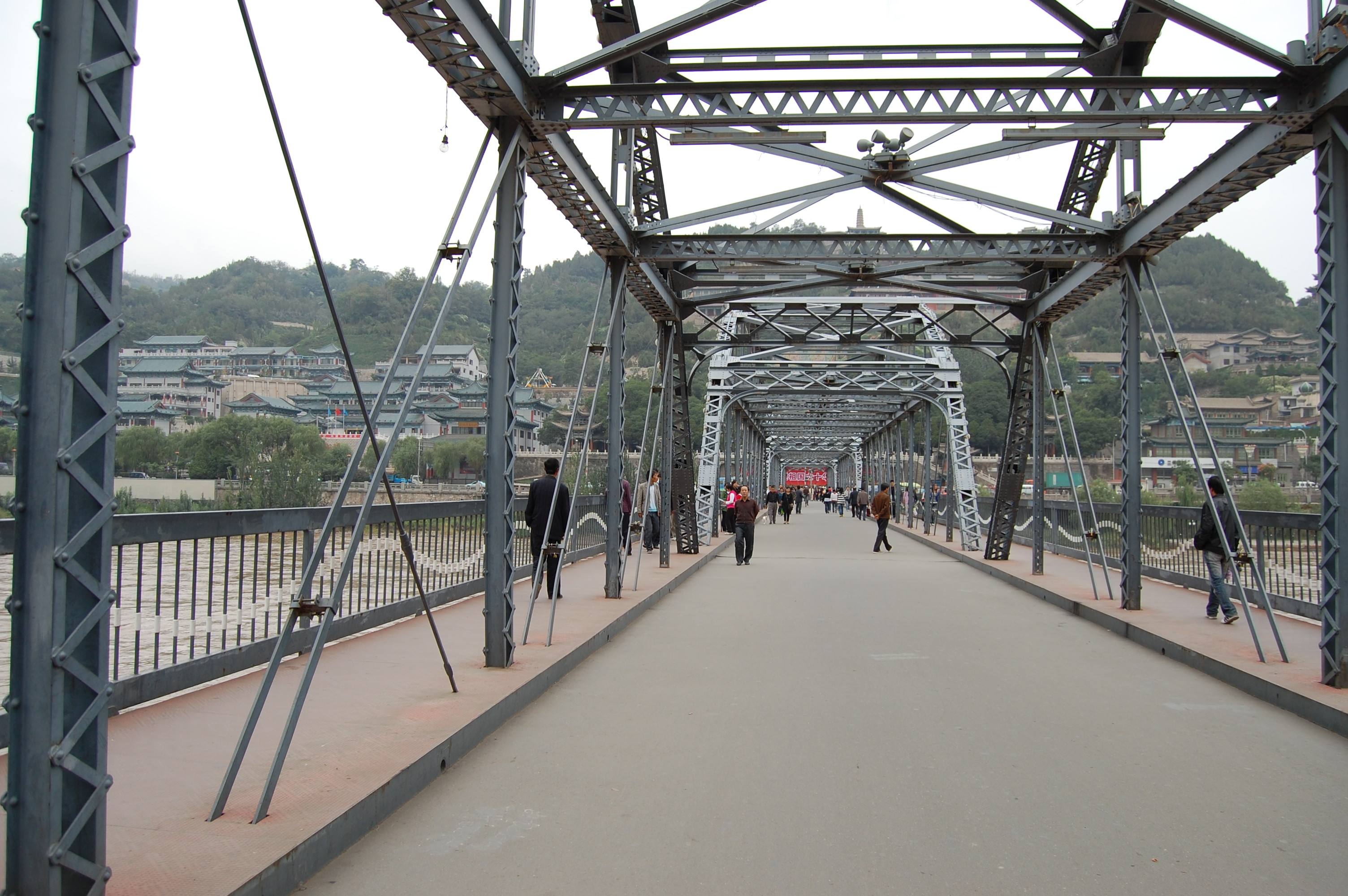
100 Jahre Zhongshan-Brücke (1909–2009)

Obwohl die Brücke mehrere große Fluten erlebte und ihnen widerstand, musste sie doch mehrfach repariert und umgebaut werden. 1919 war sie infolge von Kriegseinwirkungen für eine 11 Tage währende Reparaturzeit geschlossen. 1942 erhielt die Brücke zu Ehren des Gründers der Republik China, Sun Yat-sen (in China gebräuchlicher Name: Sun Zhongshan), den Namen „Zhongshan-Brücke“, den sie bis heute trägt. Nach der Einnahme Lanzhous durch die Volksbefreiungsarmee am 26. August 1949 musste die Brücke abermals von Kriegsschäden befreit werden. Am 6. September wurde die Brücke wieder für den Verkehr freigegeben.
„Im Laufe der vergangenen 40 Jahre hatte der Verkehr über die Brücke gewaltig zugenommen. Bei der Planung der Brücke war ein zunehmender Kraftfahrzeugverkehr noch gar nicht absehbar. Um die Brücke darauf einzustellen, wurden die einzelnen Fachwerkkästen mit Bögen aus ebenfalls genietetem eisernen Fachwerk überspannt und verstärkt. Das ist der Grund dafür, daß die Brücke heute auf den ersten Blick wie eine Bogenbrücke aussieht.“
Durch diese Maßnahme wurde die Tragfähigkeit der Brücke auf das 10fache des ursprünglichen Wertes erhöht. Um mehr Platz für den Autoverkehr zu schaffen, wurden 1990 die beiden 1,20 m breiten Fußwege, die noch innerhalb des Kastens lagen, auf 2,10 m verbreitert und größtenteils nach außerhalb des Kastens verlagert. Im Oktober 2004 beschloss die Stadtverwaltung, die Brücke für den Fahrzeugverkehr zu sperren und nur noch dem Fußgängerverkehr zu öffnen, vor allem aber, die Brücke als Denkmal zu erhalten. Um Behinderungen des Schiffsverkehrs abzubauen, wurde die Brücke im Jahr 2010 um 1,20 m erhöht. Seit Juni 2011 ist sie auch wieder für den Pkw-Verkehr geöffnet.

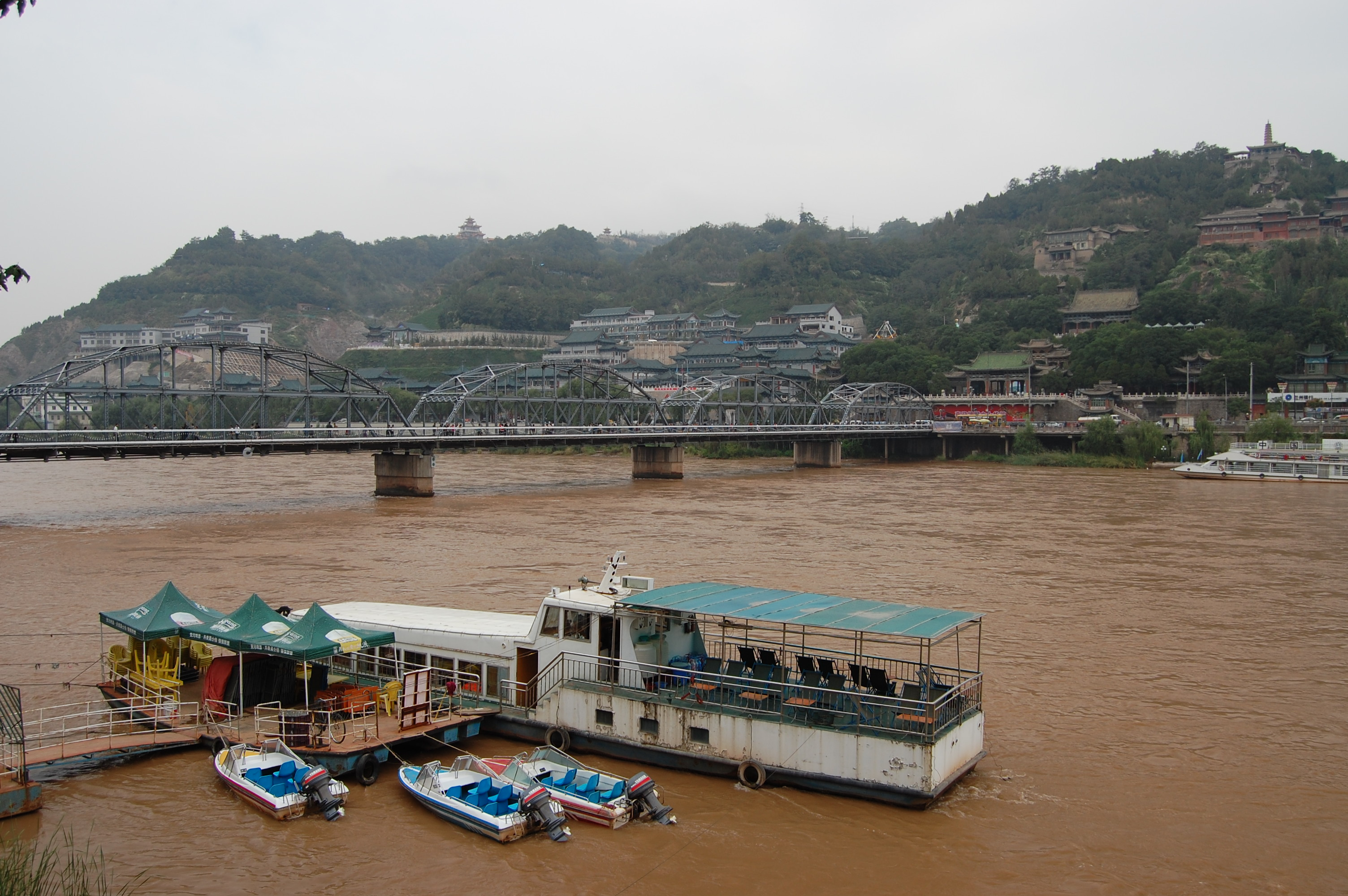
Zhongshan-Brücke (2009)
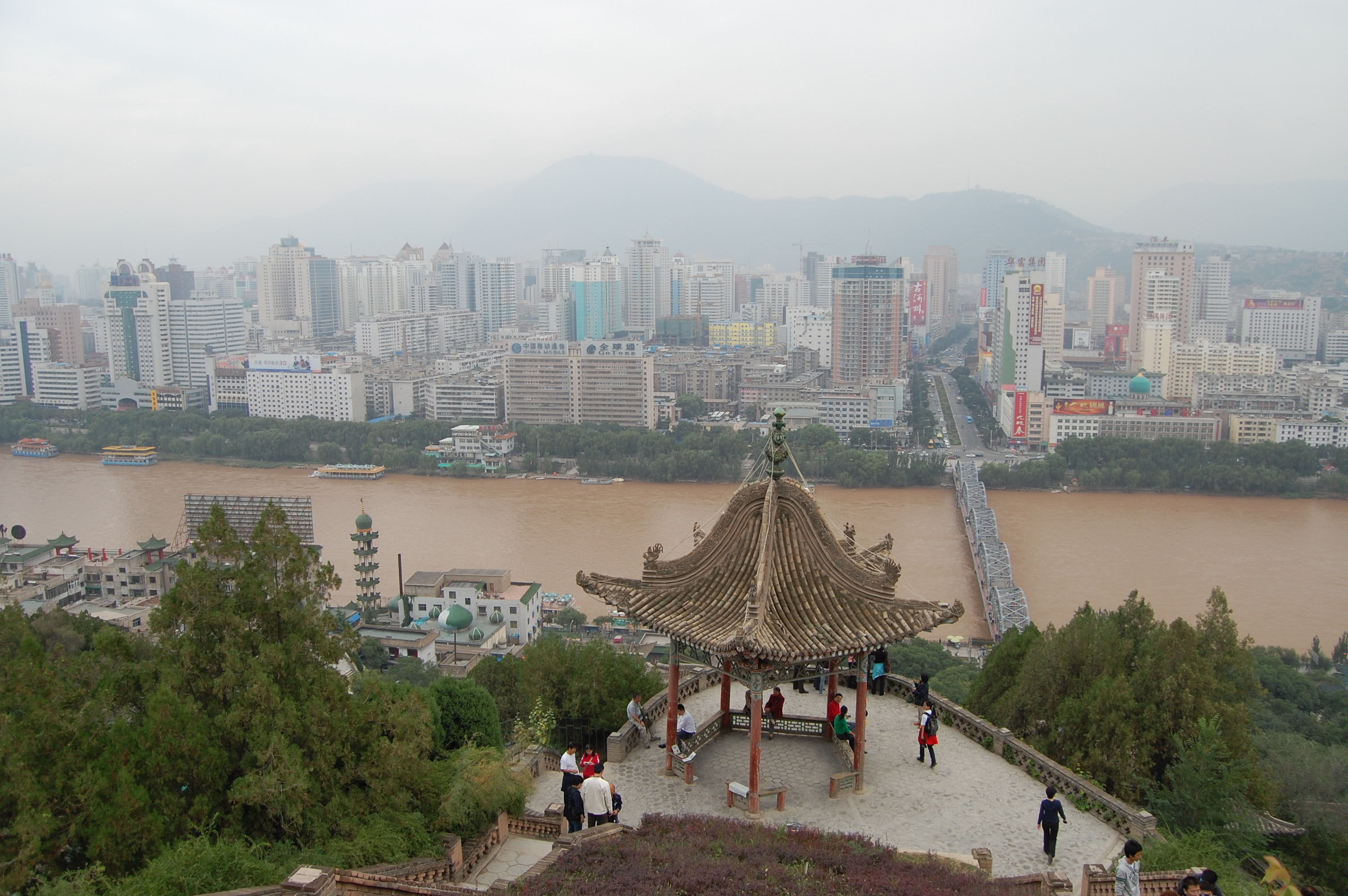
Zhongshan-Brücke (2009)
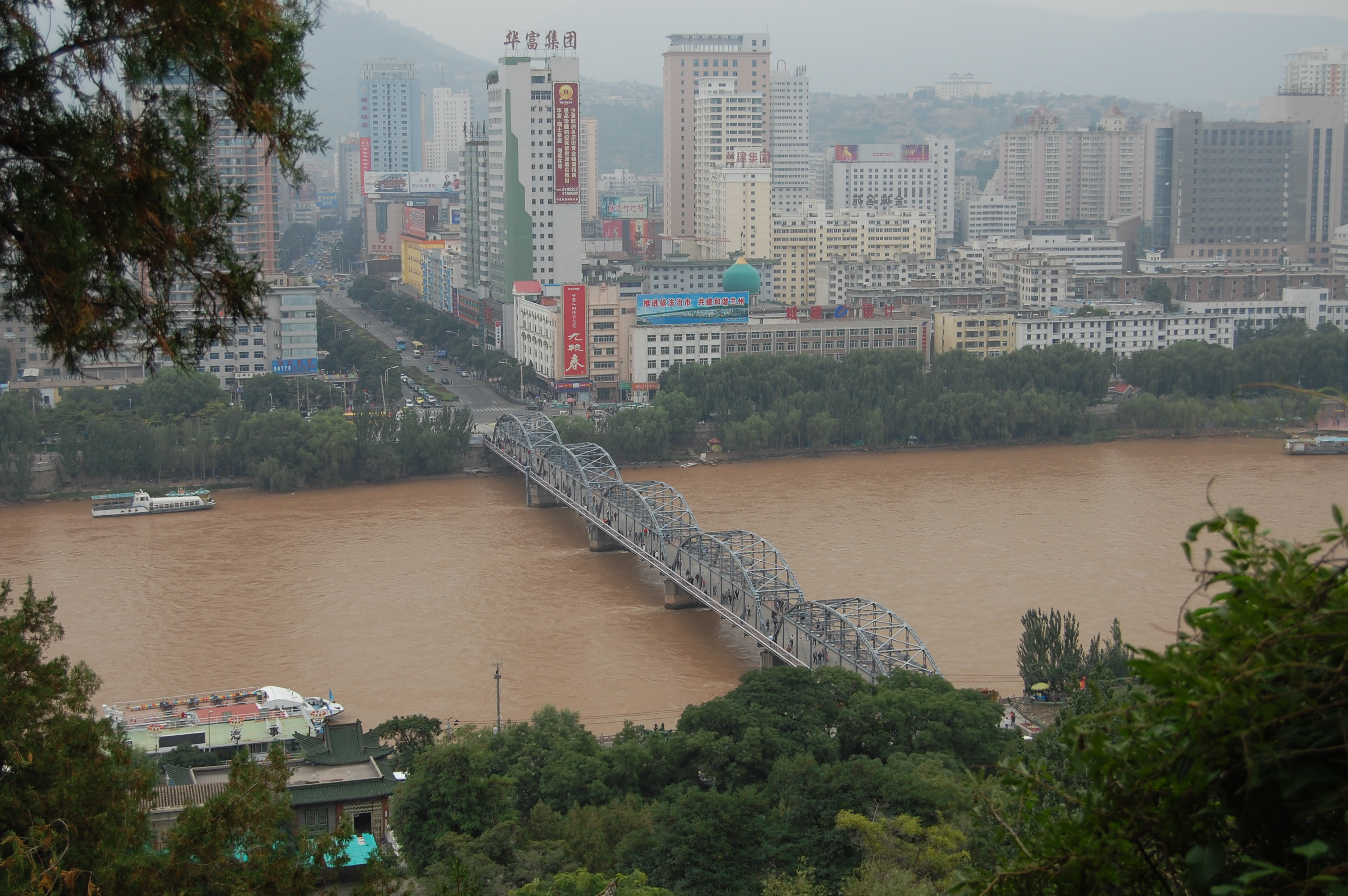
Zhongshan-Brücke (2009)
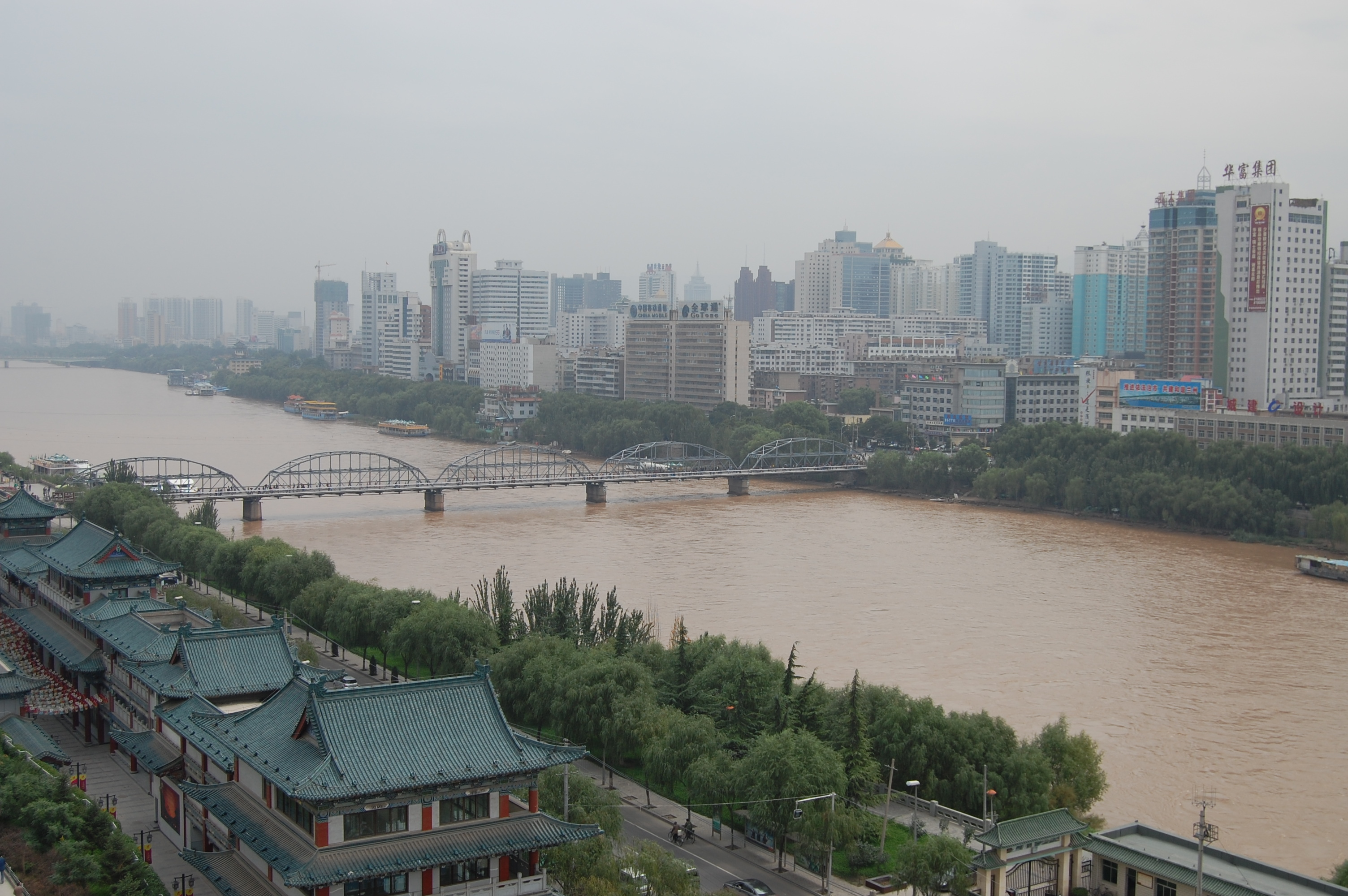
Zhongshan-Brücke (2009)

## Heutige Bedeutung
„Die Brücke ist heute nicht nur ein technisches Denkmal, das daran erinnert, dass es die erste feste Brücke über den Gelben Fluss überhaupt war, sondern auch ein Denkmal für die ersten Bemühungen um eine Öffnungspolitik Chinas, die aber erst in den 1980er Jahren Realität werden konnte.“ Daran erinnert eine Gedenktafel, die die Stadtverwaltung von Lanzhou anlässlich des ersten Seidenstraßenfestivals 1992 am Südende der Brücke errichtete.